# Ульянов, Дмитрий Николаевич
Дми́трий Никола́евич Улья́нов (род. 28 октября 1970, Москва, СССР) — советский и российский футболист и тренер. Сын заслуженного тренера России Николая Ульянова. Играл на позиции полузащитника в чемпионатах СССР, России, Испании и Израиля. Мастер спорта СССР (1991).
19 декабря 2012 года был назначен главным тренером юношеской сборной России.
В 2014 году назначен главным тренером сборной России среди игроков не старше 2000 года рождения.
С февраля 2018 года руководил селекционным отделом ФК «Химки».

## Достижения
«Торпедо»
- Бронзовый призёр чемпионата СССР: 1991
- Финалист Кубка СССР: 1991
- Обладатель кубка России: 1992/1993

«Хапоэль»
- Чемпион Израиля: 1998/99
- Бронзовый призёр чемпионата Израиля: 1997/98, 2000/01
- Обладатель Кубка Израильской Лиги: 2000/2001